# 용산 벽산메가트리움
용산 벽산메가트리움(영어: Yongsan Bycuksan Megatrium)은 대한민국 서울특별시 용산구 한강로2가에 위치한 주거 단지이다.